# Уштану
Уштану (Гистан; VI век до н. э.) — персидский сатрап Вавилонии и Заречья приблизительно в 521/520—516 годах до н. э.
Имя Уштаны, известное из вавилонских документов, является иранским. По всей видимости, он был персом. Около 521 или 520 года до н. э. Уштану стал наместником Вавилонии и Заречья — после Губару (Гобрия). Уштану был последним правителем этой объединённой сатрапии, созданной в 535 году до н. э. царём Киром Великим. Однако вскоре эта большая сатрапия была разделена на две: Уштану возглавил Вавилонию, а Заречье было передано Таттенаю (ранее отождествлялся некоторыми учёными с самим Уштану). Таттенай при этом подчинялся Уштану. Как заметил исследователь В. П. Орлов, Уштану, являвшийся, судя по всему, крупным землевладельцем в Вавилонии, надзирал в том числе за строительством оросительных каналов и функционированием игравших важную роль гаваней. Он занимал свой пост примерно до 516 года до н. э.